# Phil Spector

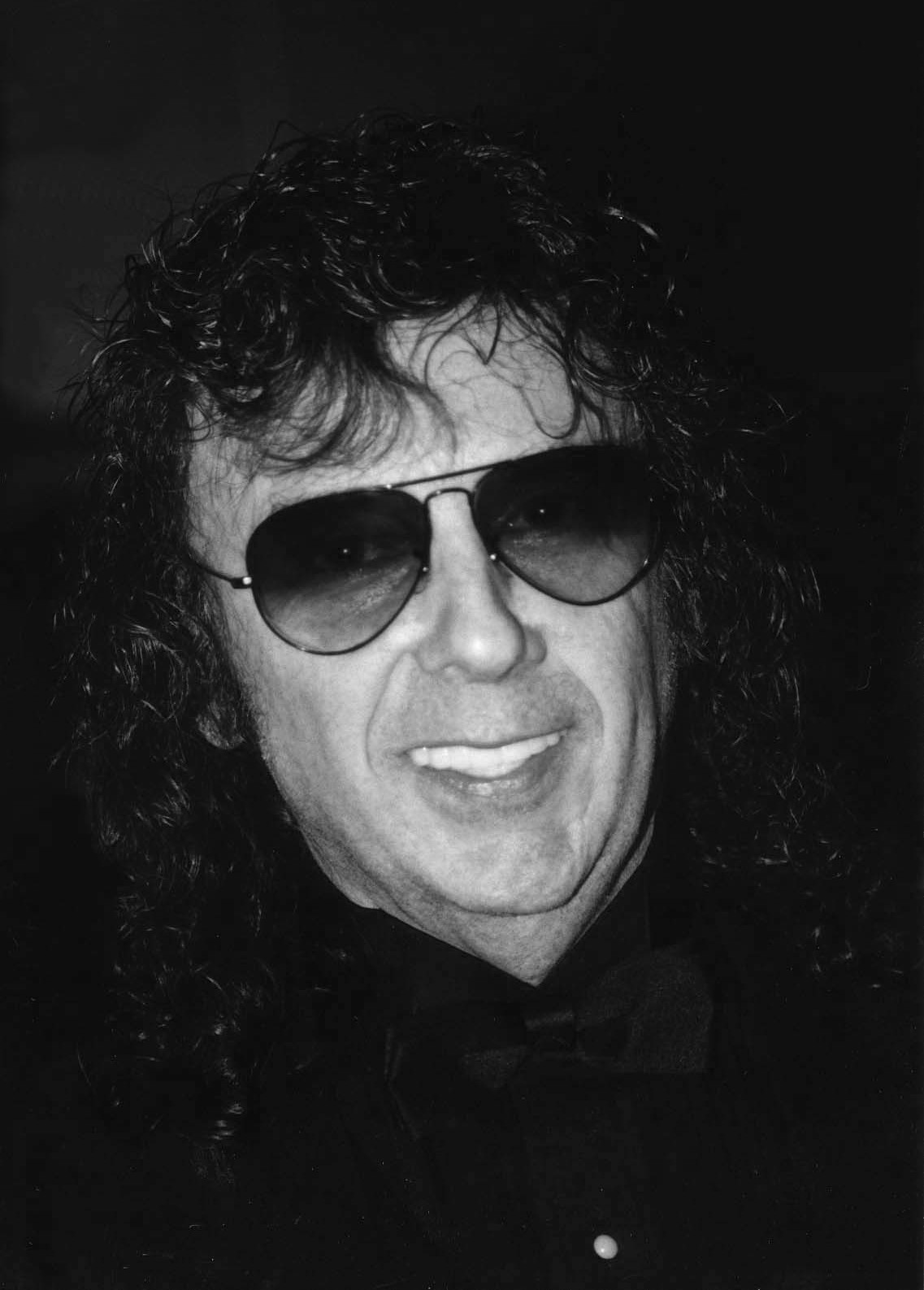
Phil Spector (2000)

Harvey Phillip „Phil“ Spector (* 26. Dezember 1939 in New York City; † 16. Januar 2021 in French Camp, Kalifornien) war ein US-amerikanischer Musikproduzent. Er gilt als einer der Wegbereiter der modernen Musikindustrie.
Berühmt wurde er in den frühen 1960er Jahren durch den besonders vollen Klang („Wall of Sound“) der von ihm produzierten Songs. Als Erster unterlegte er Lieder mit einer intensiven Hintergrundinstrumentierung, zum Beispiel durch mehrere mit Hall-Effekten versehene Schlagzeuge und starke Chor- und Orchesteruntermalung. Diese Technik wurde in der Folge von zahlreichen Musikern adaptiert.
Ab 2009 befand sich Spector in Haft; er war wegen Totschlags zu einer Freiheitsstrafe von 19 Jahren verurteilt worden.

## Karriere
Spector wurde 1939 in der New Yorker Bronx als Sohn einer jüdischen Familie der unteren Mittelklasse geboren. Er begann seine Karriere im Musikgeschäft als Songwriter, Gitarrist und Sänger in dem von ihm gegründeten Trio The Teddy Bears, das 1958 den Hit To Know Him Is to Love Him hatte – Spector ist im Hintergrund zu hören. Den Titel des Liedes entnahm er dem Text auf dem Grabstein seines Vaters, der gestorben war, als Spector neun Jahre alt war. Der große Erfolg öffnete ihm Türen, und binnen weniger Jahre stieg er zu einem wohlhabenden, wenn auch exzentrischen Plattenproduzenten auf, der mit seinen Ideen die Pop-Musik einige Jahre entscheidend mitprägte und vielen Musikern Impulse gab, die auf unzähligen Produktionen wiederzuerkennen sind.
Im Aufnahmestudio entwickelte sich Spector zu einem Meister seines Fachs, der unter anderem mit Künstlern wie den Ronettes, Crystals, The Righteous Brothers, Beatles, George Harrison, John Lennon und den Ramones arbeitete. Zusammen mit Jeff Barry und Ellie Greenwich schrieb er auch einige noch heute sehr populäre Pop-Klassiker. So stammen die Songs River Deep – Mountain High (Originalinterpreten Ike & Tina Turner) und Be My Baby (Original von den Ronettes) aus der Feder dieses Trios. Bekannt wurde auch die von Spector bearbeitete Version des Klassikers Unchained Melody in der Fassung mit den Righteous Brothers, mit denen er noch viele andere Hits produzierte, etwa You’ve Lost That Lovin’ Feelin’. Spector spielte außerdem Gitarre und Bass bei der Aufnahme des Lieds Play With Fire der Rolling Stones.
Mitte der 1960er Jahre war es etwas ruhiger um Spector geworden. 1970 erlebte er ein musikalisches Comeback durch die von Allen Klein, dem Manager der Beatles, beauftragte Bearbeitung des Albums Let It Be. Zwischen John Lennon und Paul McCartney kam es jedoch zu deutlichen Meinungsverschiedenheiten über Spectors Vorgehensweise; während Lennon diese schätzte, lehnte McCartney den intensiven Einsatz von Streichern und Backgroundsängerinnen ab. Zwischen 1970 und 1972 nahm Spector mehrere Soloalben von John Lennon, Yoko Ono und George Harrison auf, darunter Imagine und All Things Must Pass. Darüber hinaus zeichnete er 1971 unter anderem verantwortlich für das Konzertalbum Concert for Bangladesh und die Single Try Some, Buy Some seiner damaligen Ehefrau Ronnie Spector (geschrieben von George Harrison). Harrisons Lied My Sweet Lord, das Spector gemeinsam mit ihm bearbeitet hatte, wurde später von einem Gericht als Plagiat beurteilt. Seitdem wurde ihm immer wieder vorgeworfen, dass er die Ähnlichkeit mit dem Lied He’s So Fine von The Chiffons hätte bemerken müssen.
Weitere nennenswerte Produktionen der folgenden Jahre waren Dions Album Born to Be with You (1975), Leonard Cohens Death of a Ladies’ Man von 1977 (wobei Spector sich mit dem Singer-Songwriter zerstritt und schließlich ein komplett nach seinen eigenen Vorstellungen gestaltetes Album ablieferte) und das Ramones-Album End of the Century (erschien im Januar 1980). 1981 produzierte er das Album Season of Glass von Yoko Ono. Für seine besonderen Leistungen wurde Spector 1989 in die „Rock and Roll Hall of Fame“ aufgenommen. Der Rolling Stone listete Spector auf Rang 64 der 100 größten Musiker aller Zeiten.

## Privatleben und Tod

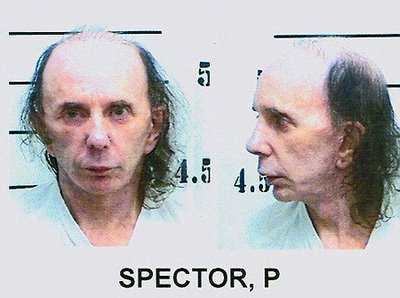
Phil Spector auf einem Polizeifoto (2009)

Seit den 1970er Jahren gab es immer wieder Zeitungsberichte über Probleme in seinem Privatleben. Seine Frau Ronnie (ehemaliges Mitglied der Ronettes) reichte 1972 die Scheidung ein mit der Begründung, Spector habe sie häufig misshandelt und psychisch gequält.
Am 3. Februar 2003 rief Spectors Chauffeur die Polizei per Notruf zu dessen Haus im kalifornischen Alhambra, wo die Schauspielerin Lana Clarkson durch einen Revolverschuss in den Mund gestorben war. Spector sprach von einem „Selbstmord aus Versehen“, als Clarkson „die Waffe geküsst“ habe. Der Chauffeur hatte Spector bei seinem Notruf mit den Worten zitiert: „Ich glaube, ich habe jemanden umgebracht.“ Spector blieb zunächst gegen eine Kaution von einer Million US-Dollar auf freiem Fuß.
Die erste Hauptverhandlung ab März 2007 endete im September ohne Ergebnis; nur zehn der zwölf Geschworenen stimmten für eine Verurteilung. Im Oktober 2008 begann ein Verfahren mit einer neuen Jury; die eigentliche Hauptverhandlung fand im März 2009 statt. Als Zeugen wurden unter anderem fünf Frauen gehört, die aussagten, bis zu 30 Jahre davor von Spector mit einer Schusswaffe bedroht worden zu sein. Im April 2009 befand die Jury Spector des Totschlags (Second-degree murder) für schuldig. Er wurde in Haft genommen und im Mai 2009 eine Freiheitsstrafe von 19 Jahren bis zu lebenslang festgesetzt. 
Im Juni 2009 wurde Spector in die Behandlungseinrichtung für Rauschmittelmissbrauch im Staatsgefängnis (SATF-CSP) in Corcoran, Kalifornien überstellt; er war dort auf einer Station für Gefangene untergebracht, die (beispielsweise wegen ihrer Prominenz) als gefährdet galten. Spectors Berufung wurde im Mai 2011 verworfen; sein Einspruch gegen diese Entscheidung scheiterte im August 2011 vor dem Obersten Gerichtshof Kaliforniens.
Phil Spector starb im Januar 2021 im Alter von 81 Jahren im San Joaquin General Hospital in French Camp, in das er nach einer COVID-19-Erkrankung verlegt worden war.

## Filmografie
Im Jahr 1967 spielte Spector in einer Episode der Fernsehserie Bezaubernde Jeannie einen Plattenproduzenten. Im Jahr 1969 übernahm er im Film Easy Rider die Rolle des Drogendealers Connection, er ist gleich in der Eröffnungsszene zu sehen. Dies blieb seine einzige Filmrolle.

## Biografischer Film
Im Jahr 2013 erschien der von HBO produzierte Film Der Fall Phil Spector von David Mamet über den o. g. Prozess. Spector wurde dabei von Al Pacino dargestellt, weitere Darsteller waren Helen Mirren, Jeffrey Tambor und Chiwetel Ejiofor.